# Riobamba
Riobamba (puno ime San Pedro de Riobamba) je grad u Ekvadoru, glavni grad provincije Chimborazo smješten na visini od 2.754 m (9,035 stopa) u dolini rijeke Chambo, oko 200 km južno od prijestolnice Quito. 146.324 stanovnika (2010).

## Povijest
Područje na kojem se grad nalazi pripadao je nekada indijanskom narodu Puruhá. Osnovao ga je 15 kolovoza 1534. Diego de Almagro.

## Gospodarstvo
Gospodarstvo je fokusirano na agrikulturne proizvode lokalnog stanovništva i važno je trgovačko središte.

## Stanovništvo
- 1982.  ...75.455;
- 1990. ....94.505;
- 2001. ...124.807;
- 2010.     ...146,324

## Vanjske poveznice

### Sestrinski projekti
|  | Zajednički poslužitelj ima još gradiva o temi Riobamba |

### Službene stranice
- Riobamba, Ekvador  Arhivirana inačica izvorne stranice od 9. srpnja 2008. (Wayback Machine)

- Maldonadov park u povijesnom centru grada čija je izgradnja započela pod vodstvom talijanskog arhitekta F. M. Durinija.